# Sulerzyż
Sulerzyż (do 1996 Suleżyrz, hist. Sulirzysz) – wieś w Polsce, położona w województwie mazowieckim, w powiecie ciechanowskim, w gminie Glinojeck.
| SIMC    | Nazwa  | Rodzaj  |
| ------- | ------ | ------- |
| 0114873 | Działy | kolonia |

W latach 1975–1998 miejscowość administracyjnie należała do województwa ciechanowskiego.
W miejscowości znajduje się kościół parafialny pw. św. Mikołaja, pierwsze wzmianki o kościele pochodzą z 1459, obecną świątynię wybudowano w latach 1908–1913.
Znajduje się tutaj także dwór z pierwszej połowy XIX wieku, wzniesiony dla rodziny Kanigowskich. 13 lipca 1858 w Sulerzyżu urodziła się malarka Alfonsa Kanigowska.
Zachowała się także zabytkowa rządcówka wybudowana około roku 1900. 